# Distrikt San Andrés
Der Distrikt San Andrés liegt in der Provinz Pisco der Region Ica im Südwesten von Peru. Der am 9. Dezember 1921 gegründete Distrikt hat eine Fläche von 232 km². Beim Zensus 2017 lebten 13.767 Einwohner im Distrikt. Im Jahr 1993 lag die Einwohnerzahl bei 12.531, im Jahr 2007 bei 13.151. Die Distriktverwaltung befindet sich in der 27 m hoch gelegenen Kleinstadt San Andrés mit 12.074 Einwohnern (Stand 2017). San Andrés liegt an der Küste unmittelbar südlich der Provinzhauptstadt Pisco.

## Geographische Lage
Der Distrikt San Andrés liegt zentral in der Provinz Pisco. Er besitzt einen knapp 4 km langen Abschnitt an der Pazifikküste und reicht etwa 24 km ins Landesinnere. Der urbane Bereich liegt im äußersten Nordwesten. Der Flughafen Pisco liegt östlich davon. Der überwiegende Teil des Distriktgebietes ist Wüste. Es findet nur in geringem Maße bewässerte Landwirtschaft statt. Die Nationalstraße 1S (Panamericana) durchquert den Distrikt in südlicher Richtung und verläuft anschließend entlang der südwestlichen Distriktgrenze.
Der Distrikt San Andrés grenzt im Nordwesten an den Distrikt Pisco, im Norden an den Distrikt Túpac Amaru Inca, im Nordosten an den Distrikt Humay, im Südosten an den Distrikt Salas sowie im Südwesten an den Distrikt Paracas.